# Borsonia symbiophora
Borsonia symbiophora é uma espécie de gastrópode do gênero Borsonia, pertencente a família Borsoniidae.